# NGC 266
NGC 266 est une vaste galaxie spirale barrée située dans la constellation des Poissons. NGC 266 a été découverte par le l'astronome germano-britannique William Herschel en 1784.

## Caractéristiques
Sa vitesse par rapport au fond diffus cosmologique est de 4 340 ± 22 km/s, ce qui correspond à une distance de Hubble de 64,0 ± 5,5 Mpc (∼209 millions d'al).
La classe de luminosité de NGC 266 est I-II et elle présente une large raie HI. C'est une galaxie LINER b, c'est-à-dire une galaxie dont le noyau présente un spectre d'émission caractérisé par de larges raies d'atomes faiblement ionisés.

## Morphologie
NGC 266 a été utilisée par Gérard de Vaucouleurs comme une galaxie de type morphologique SB(rs)ab dans son atlas des galaxies,.

## Trou noir supermassif
Si on se base sur les mesures de luminosité de la bande K de l'infrarouge proche du bulbe de NGC 266, on obtient une valeur de 107,9 {\displaystyle M_{\odot }} (79 millions de masses solaires) pour le trou noir supermassif qui s'y trouve.

## Supernova dans NGC 266
La supernova SN 2005gl (en) a été découverte dans NGC 266 le 5 octobre 2005 par les astronomes amateurs américain Tim Puckett et Peter Ceravolo, ainsi que par l’astronome japonais Yasuo Sano. Cette supernova était de type IIn.

## Groupe de NGC 315
La galaxie NGC 266 fait partie du groupe de NGC 315. Ce groupe comprend plus d'une quarantaine de galaxies. Outre NGC 266, les principales galaxies de ce groupe sont NGC 226, NGC 243, NGC 262, NGC 311, NGC 315, NGC 338, IC 43, IC 66 et IC 69. La galaxie NGC 252 incluse au groupe de NGC 315 dans un article d'Abraham Mahtessian devrait être ajoutée à cette liste.

## Galerie

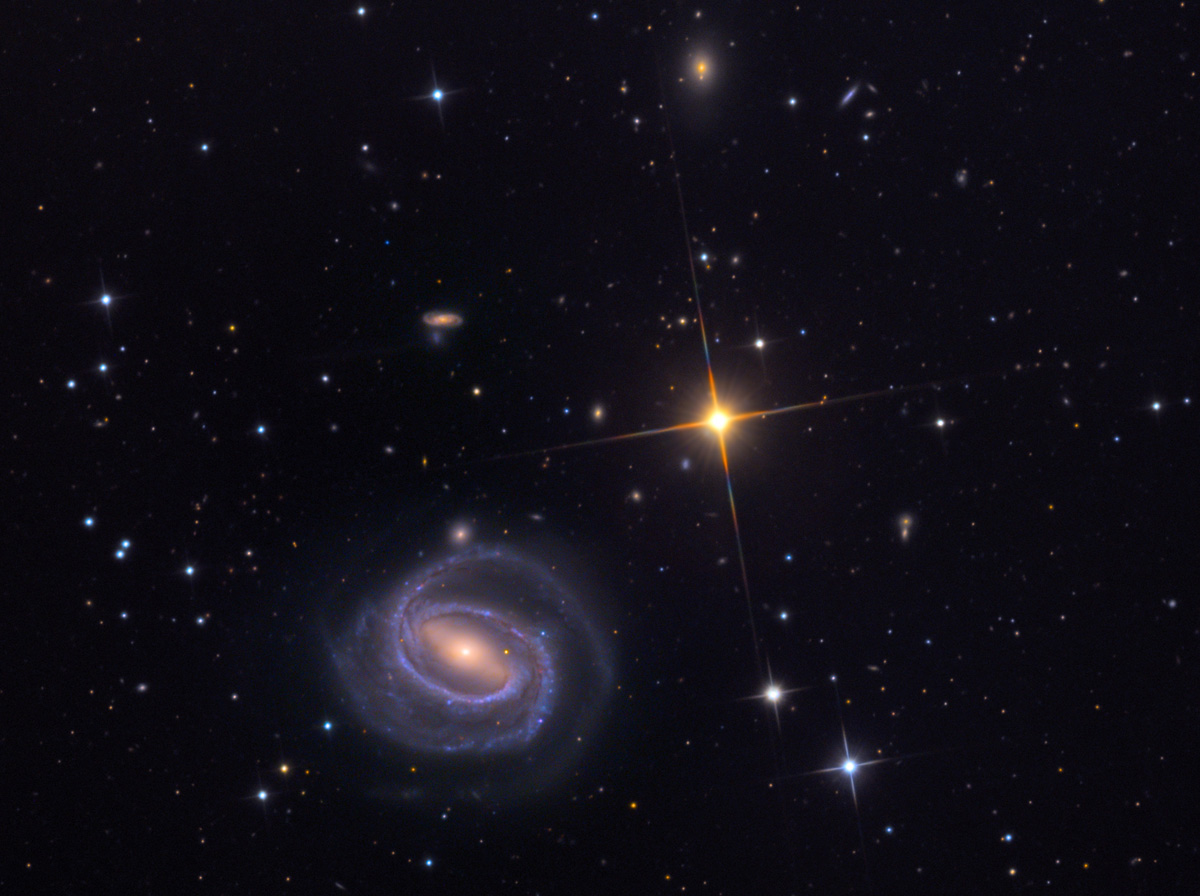
NGC 266 par Adam Block/Mount Lemmon SkyCenter/University of Arizona.
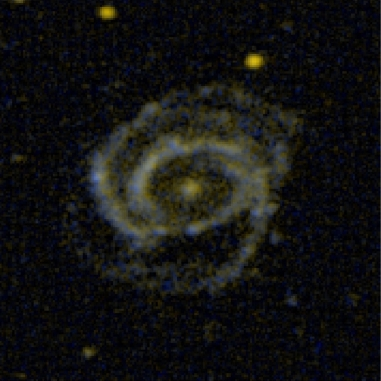
NGC 266 en ultraviolet par le télescope spatial GALEX.